# Heinrich von Tettenborn

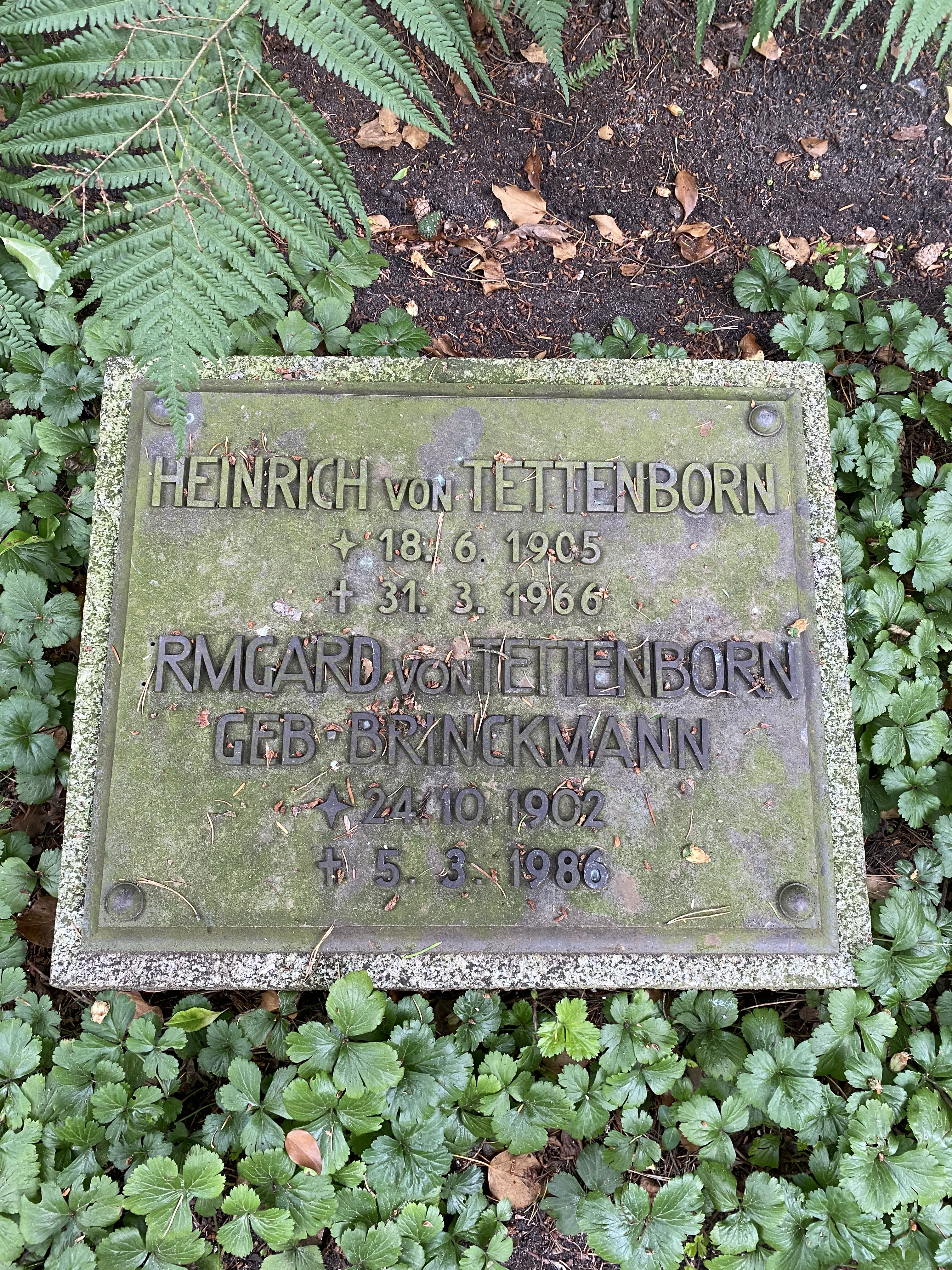
Grabstätte Heinrich von Tettenborn auf dem Friedhof Ohlsdorf

Heinrich Hermann Ludwig von Tettenborn (* 18. Juni 1905 in München; † 31. März 1966 in Hamburg) war ein deutscher Restaurator von Gemälden.

## Leben
Heinrich von Tettenborn entstammte der Familie des russischen Generals Friedrich Karl von Tettenborn. Seine Eltern waren Josef von Tettenborn (1872–1932), Konservator der Königlich Bayerischen Staatsgemäldesammlungen und später Restaurator der Württembergischen Staatsgalerie in Stuttgart, und Hedwig von Tettenborn, geb. Gießler (1880–1969). Von Tettenborn studierte Malerei und Maltechnik an den Kunstakademien in Stuttgart und München, daneben wurde er auch von seinem Vater unterrichtet.
Von Tettenborn arbeitete zunächst als Hilfsrestaurator an der Stuttgarter Staatsgalerie, ehe er 1932 nach Hamburg wechselte und im selben Jahr Irma Brinckmann (1902–1986) heiratete. Sie war eine Enkelin des Kunsthistorikers Justus Brinckmann, dem Mitbegründer des Hamburger Museums für Kunst und Gewerbe. In dieser Zeit entstanden erste Arbeiten für das Museum. Nach Ende des Zweiten Weltkriegs wurde Heinrich von Tettenborn 1946 die Leitung des Restaurator-Ateliers der Hamburger Kunsthalle übertragen. Hieraus entstand eine enge Zusammenarbeit mit dem Kunsthistoriker und Oberkustos der Kunsthalle, Diedrich Roskamp.
Zu von Tettenborns wichtigsten Aufgaben gehörten die Restauration des Gemäldes Nana von Édouard Manet, das sich seit 1924 im Besitz der Hamburger Kunsthalle befindet, und in mehrjähriger Arbeit (1951–1954) die Wiederherstellung des aus der Werkstatt Meister Bertrams stammenden Buxtehuder Altars aus der dortigen St. Petri-Kirche, ein Werk, das seit 1904 als Dauerleihgabe ebenfalls in der Kunsthalle ausgestellt ist. Ein weiteres Verdienst von Tettenborns war die Einrichtung eines Labors in der Kunsthalle, wo er neue Methoden für die Restaurierungen erforschte und entwickelte.
Durch Kriegseinsatz und russische Kriegsgefangenschaft gesundheitlich angeschlagen war es von Tettenborn ab 1961 nur noch bedingt möglich, seiner Tätigkeit nachzugehen. Er erlag schließlich 1966 gerade 60-jährig einem Herzleiden und wurde auf dem Hamburger Friedhof Ohlsdorf im Planquadrat Z 11 beigesetzt. Das Grab befindet sich unmittelbar neben der Familiengrabstätte Justus Brinckmanns.